# Varvara Magnisali
Varvara Magnisali; griechisch Βαρβάρα Μαγνησαλή, (* 10. Juli 1986 in Athen) ist eine ehemalige griechische Sportlerin der Rhythmischen Sportgymnastik. 

## Vita
Varvara begann im Alter von fünf Jahren mit der Rhythmischen Gymnastik und war zwischen 1999 und 2004 im Kader der Griechischen Auswahl RG.
Mit der Griechischen Nationalmannschaft erturnte sich Magnisali bei den Europameisterschaften 2001 zweimal Silber und einmal Bronze. Weiterhin nahm sie an den Weltmeisterschaften 2003 sowie ein Jahr später an den Olympischen Spielen teil. 

## Sportliche Erfolge
| Wettbewerb | Ort      | Formation | Mehrkampf | 5X     | 3X+2X  |
| ---------- | -------- | --------- | --------- | ------ | ------ |
| EM 2001    | Genf     | Gruppe    | Silber    | Bronze | Silber |
| WM 2003    | Budapest | Gruppe    | Rang 8    | Rang 7 | Rang 6 |
| OS 2004    | Athen    | Gruppe    | Rang 5    | Rang 5 | Rang 5 |